# Castelraimondo
Castelraimondo település Olaszországban, Marche régióban, Macerata megyében. Lakosainak száma 4343 fő (2023. január 1.). Castelraimondo Camerino, Fiuminata, Gagliole, Matelica, Pioraco, San Severino Marche és Serrapetrona községekkel határos.

## Népesség
A település lakossága az elmúlt években az alábbi módon változott:
| Lakosok száma | 4564 | 4510 | 4343 |
|               | 2017 | 2018 | 2023 |